# Pseudocyclops ornaticaudata
Pseudocyclops ornaticaudata is een eenoogkreeftjessoort uit de familie van de Pseudocyclopidae. De wetenschappelijke naam van de soort is voor het eerst geldig gepubliceerd in 1999 door Ohtsuka, Fosshagen & Putchakarn.